# Víktor Budántsev
Víktor Víktorovich Budántsev –en ruso, Виктор Викторович Буданцев– (Artik, URSS, 21 de enero de 1961) es un deportista soviético que compitió en vela en la clase Flying Dutchman.
Ganó una medalla de plata en el Campeonato Mundial de Flying Dutchman de 1987 y una medalla de oro en el Campeonato Europeo de Flying Dutchman de 1990.

## Palmarés internacional
| \| Representando a la URSS \| \| \| \| \| Campeonato Mundial \| \| \| \| \| Año \| Lugar \| Medalla \| Clase \| \| 1987 \| Kiel (RFA) \| Medalla de plata \| Flying Dutchman \| \| Campeonato Europeo \| \| \| \| \| Año \| Lugar \| Medalla \| Clase \| \| 1990 \| Laredo (España) \| Medalla de oro \| Flying Dutchman \| |                 |                  |                 |
| Representando a la URSS |                 |                  |                 |
| Campeonato Mundial |                 |                  |                 |
| Año | Lugar           | Medalla          | Clase           |
| 1987 | Kiel (RFA)      | Medalla de plata | Flying Dutchman |
| Campeonato Europeo |                 |                  |                 |
| Año | Lugar           | Medalla          | Clase           |
| 1990 | Laredo (España) | Medalla de oro   | Flying Dutchman |